# Trofeo del Bicentenario
El Trofeo del Bicentenario (Trophée des Bicentanaires en francés) es un torneo de rugby disputado entre las selecciones de Francia y la de Australia.
Su primera edición fue en 1989, en homenaje del bicentenario de la Revolución francesa de 1789.
En la última edición en 2022, Francia consigue el título al vencer 30 a 29 en París.

## Ediciones
| Edición | Año     | Ganador   |
| ------- | ------- | --------- |
| I       | 1989    | Australia |
| II      | 1990    | Australia |
| III     | 1993    | Australia |
| IV      | 1997    | Australia |
| V       | 1998    | Australia |
| VI      | 2000    | Australia |
| VII     | 2001    | Francia   |
| VIII    | 2002    | Australia |
| IX      | 2004    | Francia   |
| X       | 2005    | Australia |
| XI      | 2005-II | Francia   |
| XII     | 2008    | Australia |
| XIII    | 2008-II | Australia |
| XIV     | 2009    | Australia |
| XV      | 2010    | Australia |
| XVI     | 2012    | Francia   |
| XVII    | 2014    | Australia |
| XVIII   | 2014-II | Francia   |
| XIX     | 2016    | Australia |
| XX      | 2021    | Australia |
| XXI     | 2022    | Francia   |

## Palmarés
| Australia | 15 Trofeos |
| Francia   | 6 Trofeos  |

Nota: El trofeo 2022 es el último torneo considerado